# Vyplenění Říma (455)
Vyplenění Říma v roce 455 Vandaly, vedenými králem Geiserichem, představuje druhé vydrancování někdejšího hlavního města Římské říše barbary v 5. století. Poprvé se tak stalo v roce 410, kdy do něho vstoupili Vizigóti v čele s Alarichem.
Poté, co Vandalové dobyli Kartágo, západořímský císař Valentinianus III. uzavřel s jejich králem Geiserichem roku 442 mírovou smlouvu, v níž fakticky uznal nadvládu Vandalů nad Afrikou. Geiserich musel na císařský dvůr poslat jako rukojmí svého nejstaršího syna Hunericha, jenž byl v zájmu zajištění míru zasnouben s císařovou dcerou Eudokií. 16. března 455 Valentinianus padl za oběť atentátu, načež se vlády chopil senátor Petronius Maximus. Maximus hodlal dosáhnout legitimity navázáním dynastického svazku s příslušníky dosud panujícího theodosiovského rodu. Přinutil proto ke svatbě Valentinianovu vdovu Licinii Eudoxii a svého syna Palladia oženil s Eudokií.

Vandalské království v roce 455

Maximovo získání trůnu a především porušení mírové smlouvy zrušením Hunerichova zasnoubení se pro Geisericha stalo záminkou k zahájení námořní výpravy proti Římu. Některé prameny uvádějí, že Licinia Eudoxia, podezřívající svého nového chotě ze zosnování Valentinianovy vraždy, údajně vybídla vandalského krále, aby zasáhl proti Maximovi. Když se Vandalové vylodili v Portu, Maximus se v panice pokusil uprchnout z Říma, přičemž byl, zřejmě i se svým synem Palladiem, zabit rozvášněným davem.

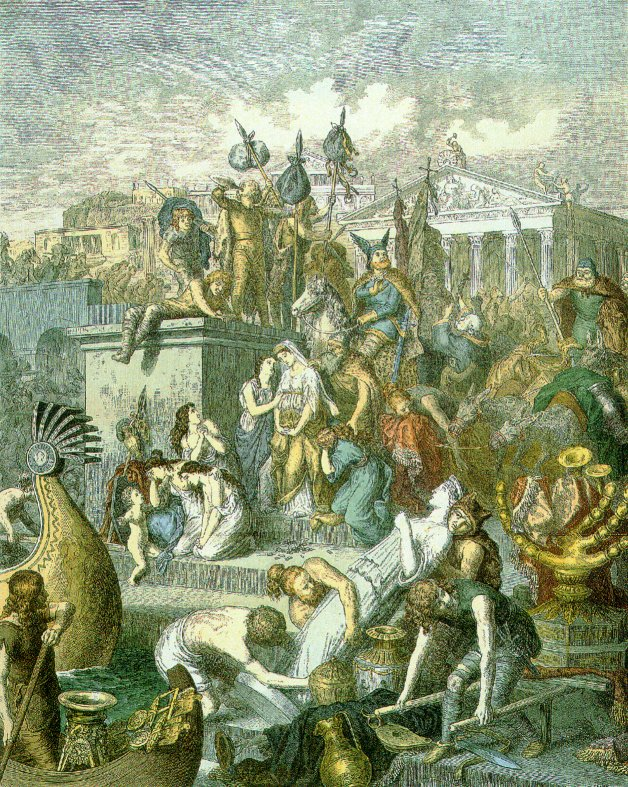
Drancování Říma Vandaly v roce 455

O dva dny později se brány Věčného města otevřely Geiserichovi a jeho mužům, kteří pustošili Řím následujících čtrnáct dnů. Podle Prospera z Akvitánie měl papež Lev I. požádat krále, aby se Vandalové zdrželi ničení města a násilí vůči jeho obyvatelům. Barbaři uloupili ohromné množství pokladů zanechaných zde Vizigóty a poškodili i významné kulturní objekty, jako byl chrám Jova Kapitolského, jejž zbavili poloviny pozlacené střechy. Vyplenili rovněž císařský palác, kostely připravili o jejich cennosti, odcizili četné sochy a zmocnili se i pozůstatků jeruzalémského chrámového pokladu. Nezměrnou kořist poté naložili na své lodě a dopravili do severní Afriky.
Vydrancování Říma v roce 455 se všeobecně považuje za ničivější ve srovnání s Alarichovým vpádem na počátku 5. století, neboť Vandalové se ve městě zdrželi podstatně delší dobu než Vizigóti. Rozsah destrukce přesto zůstává předmětem diskuzí. Dobyvatelé nevypálili jedinou budovu a neuchýlili se k systematické devastaci města, jež ho postihla v 6. století. Novodobý termín vandalismus, odvozený ze jména Vandalů kvůli jejich počínání v Římě, lze tedy považovat za historicky poněkud zavádějící.
Victor z Vity uvádí, že do Afriky připlulo z Říma obrovské množství zajatců určených k prodeji do otroctví. Mezi nimi se nacházel i značný počet vážených a ctihodných Římanů. Vandalové se vrátili do Afriky i s císařovnou Licinií Eudoxií a jejími dcerami Eudokií a Placidií, s nimiž zacházeli s veškerými poctami. Eudokie se o několik let později provdala za Hunericha.
Někteří z pozdně antických historiků spatřovali ve zpustošení Říma Vandaly definitivní zánik Západu. Historik Priskos poznamenává, že se objevili i další císaři, jejich jména ale nehodlá uvádět, třebaže jsou mu dobře známa. Žili totiž jen krátce poté, co začali zastávat svůj úřad, a nic z jejich činů není hodné zapamatování.